# 国際ボディビルディング・フィットネス連盟
国際ボディビルディング・フィットネス連盟（こくさいボディビルディング・フィットネスれんめい、International Federation of BodyBuilding and Fitness (IFBB)）は、ボディビルとフィットネスの国際競技連盟である。世界選手権や大陸選手権などの国際的な競技会を統括している。スペインのラス・ロサス・デ・マドリードに本部を置く。

## 歴史
1946年、カナダ・モントリオールに住むジョー・ウイダーとベン・ウイダーの兄弟によって、国際ボディビルダーズ連盟(International Federation of Bodybuilders)として設立された。現在の略称のIFBBは、この名称の略称に由来する。当初の加盟国はカナダとアメリカ合衆国のみで、ベン・ウイダーが初代会長を務めた。
1965年、IFBBが主催する初の世界大会であるミスター・オリンピアが開催された。1966年から1970年にかけて、ウイダー兄弟はIFBBの組織を世界規模のものに発展させた。1970年の時点で、アフリカ、アジア、ヨーロッパ、オーストラリア、北米、南米に加盟国を有し、理事は50か国以上から出されていた。
1970年9月4日、初の国際会合がユーゴスラビア・ベオグラードで開かれ、会則を採択して執行委員会を設置した。1971年に国際競技連盟連合(GAISF)に加盟し、これによりIFBBは、国際的に認められた唯一のボディビルの競技連盟となった。
初代会長のベン・ウイダーは、1980年代から2008年に亡くなるまで、ボディビルのオリンピック競技化を国際オリンピック委員会(IOC)に請願していた。IFBB結成以前を含め、ボディビルがオリンピックの競技になったことはなかった。1988年、IOCはボディビルを暫定的に承認したが、2001年に撤回した。
2004年、現在の名称に改称したが、略称はIFBBのままとした。2005年、IFBBは世界アンチ・ドーピング機関(WADA)が定めるアンチ・ドーピング規程に準拠した新しい規程を採用した。プロ部門がIFBBから分離され、独自の規定を持つIFBBプロフェッショナル・リーグが結成された。これに伴い、IFBBの各種規定はアマチュアのみを対象としたものに改訂された。
2006年、60年間会長を務めたベン・ウイダーが退任し、スペインのラファエル・サントンハ(Rafael Santonja)が新しい会長に選出された。IFBBの本部はスペインのラス・ロサス・デ・マドリードに移転した。

## 組織
IFBBは、スペインの法律に基づく非営利団体として登録されている。IFBBは、会則、技術規則、アンチドーピング規則を制定し、4年の任期を持ち、選挙により選出される執行委員会を設置している。国際会合は、毎年開かれる世界男子ボディビル選手権と同時に開催される。
IFBBは、国際ワールドゲームズ協会(IWGA)に1981年の発足当初から加盟し、国際スポーツ科学・体育協議会(ICSSPE)、国際ピエール・ド・クーベルタン委員会、国際コーチ教育協議会(ICCE)にも加盟している。IFBBは、アジアオリンピック評議会(OCA)、アフリカ・スポーツ最高評議会、パンアメリカン競技連盟連合(ACODEPA)や、世界90か国の国内オリンピック委員会からの承認を受けている。
IFBB は、東南アジア競技大会、アジア競技大会、南アメリカ競技大会、アジアビーチゲームズ、パンアラブ競技大会、パシフィックゲームズ、アフリカ競技大会、ワールドゲームズなどのIOCが公認する地域競技大会に参加している。また、中央アメリカ競技大会にも参加している。
IFBBには190以上のボディビルの国内競技連盟が加盟しており、それらは大陸・地域競技連盟を結成している。

## 大会
IFBBは、地方、国、地域、大陸、全世界の各レベルの大会を年間2500以上開催している。大会は、IFBBが認定した様々な種目で行われ、多くはジュニア、シニア、マスターズの部門が設けられている。IFBBが開催する著名な大会には、男子世界ボディビル選手権、男子世界クラシックボディビル選手権、男子世界フィジーク選手権、世界フィットネス選手権、アーノルド・シュワルツェネッガー・スポーツ・フェスティバルがある。